# Perditorulus grandiculus
Perditorulus grandiculus är en stekelart som beskrevs av Christer Hansson 1996. Perditorulus grandiculus ingår i släktet Perditorulus och familjen finglanssteklar. Inga underarter finns listade i Catalogue of Life.